# حشره‌خوار خاردار آندامان
حشره‌خوار خاردار آندامان (نام علمی: Crocidura hispida) نام یک گونه از سرده حشره‌خوارهای دندان‌سفید است.